# Steve Bartlett
Harry Steven "Steve" Bartlett, född 19 september 1947 i Los Angeles, Kalifornien, är en amerikansk republikansk politiker. Han var ledamot av USA:s representanthus från Texas 1983-1991 och borgmästare i Dallas 1991-1995.
Bartlett är uppvuxen i Lockhart, Texas. Han studerade företagsekonomi vid University of Texas at Austin. Han blev rik efter att han startade ett framgångsrikt företag. Efter den politiska karriären har han varit styrelsemedlem i flera olika styrelser, bland andra styrelsen för Dallas-Fort Worth International Airport.